# 韶山学校

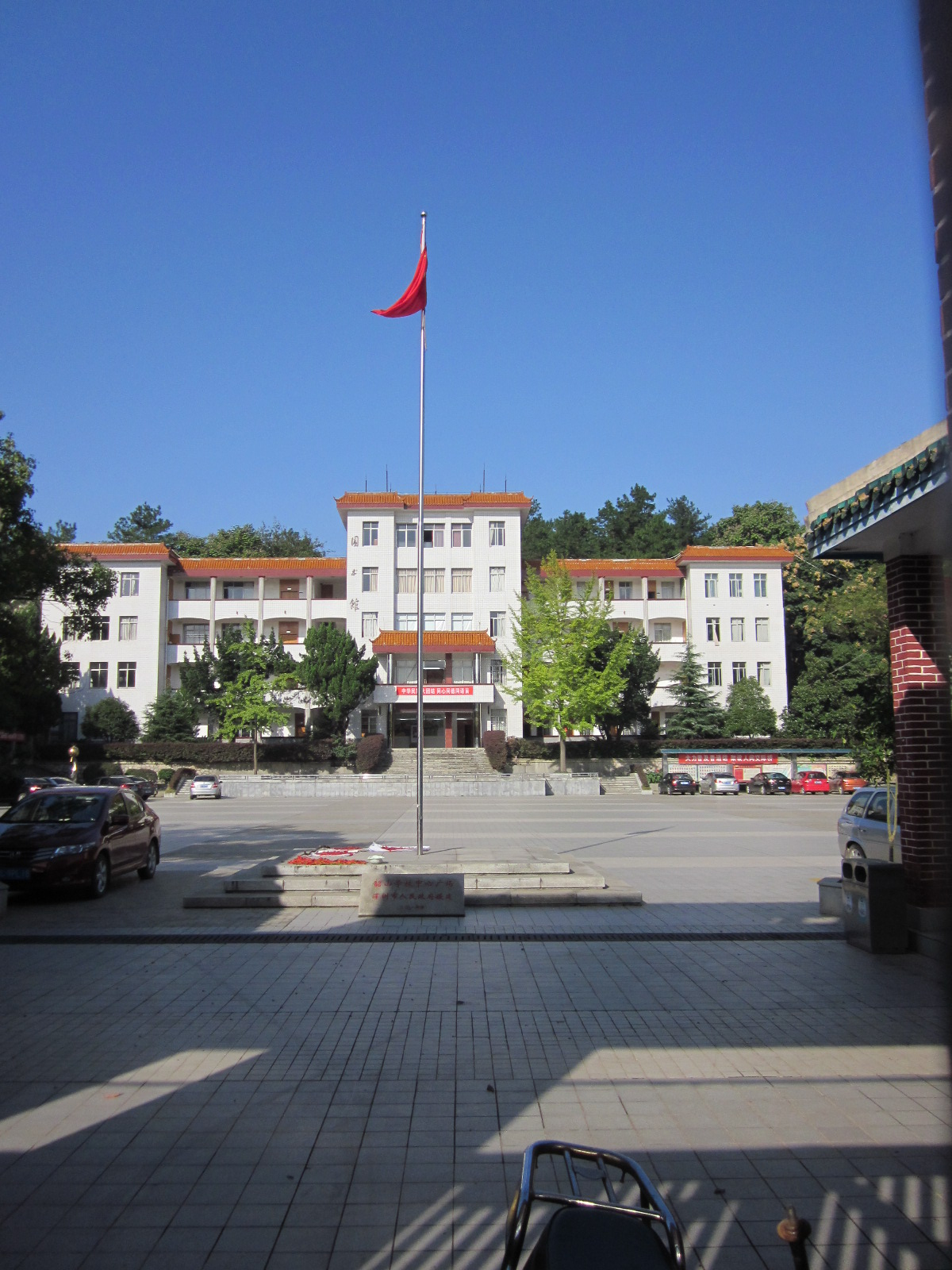
韶山学校。

韶山学校（しょうざんがっこう）は、中華人民共和国湖南省湘潭市韶山市清渓鎮にある公立の高等学校。

## 沿革
- 1921年、毛簡臣・毛麓鐘・毛沢東が韶山学校の起源となる毛氏族校を設立。
- 1922年、毛氏族校は2つの学校に分かれ、毛氏族校は「毛氏一校」に変更され、毛震公祠には「毛氏二校」を設立した。
- 1943年、毛宇居・毛国昂は提唱して、毛氏一校は「興華小学」と改名した。毛氏二校は「震東小学」と改名した。
- 1951年、興華小学校は「韶山郷第三村校」と改名された。
- 1952年、韶山郷第三村校は「湘潭県韶山小学」と改名された。毛宇居が毛沢東に揮毫を依頼し、毛沢東が「韶山学校」と揮毫したことにより1953年に、学校は「韶山学校」に名称を変更。
- 1956年、韶山学校は初級中学部を開設した。
- 1960年、韶山学校は高級中学部を開設した。

## 著名な出身者
- 蒋含宇
- 戴淑清